# تغطية الكرومات التحويلية

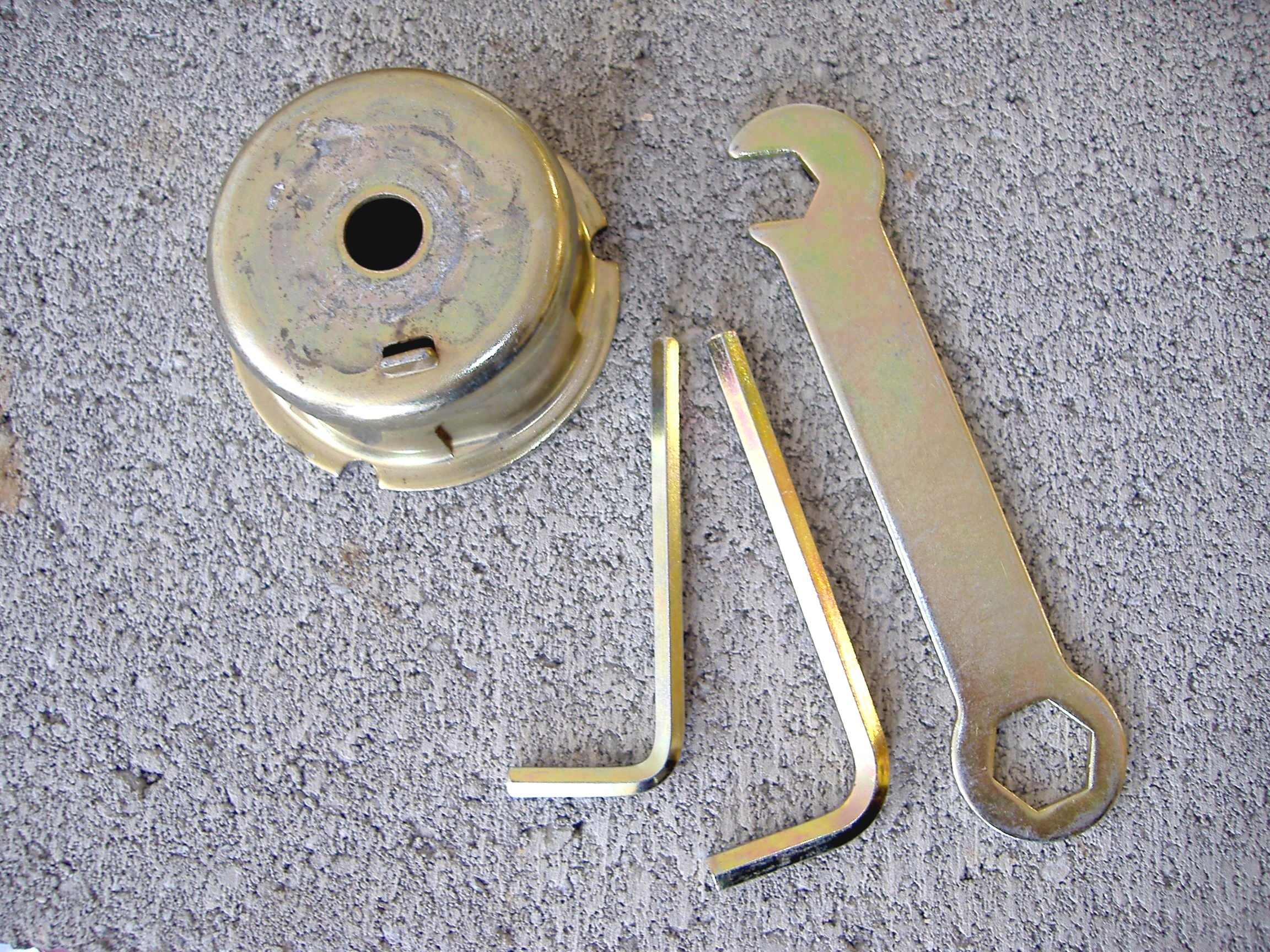
تغطية تحويلية بكرومات الزنك على قطع صعيرة من الفولاذ.

تغطية الكرومات التحويلية (ملاحظة 1) هي نوع من أنواع التغطية التحويلية للسطوح المعدنية بهدف تخميلها وحمايتها من التآكل؛ وتطبق تقنية التشطيب هذه على أسطح وسبائك الفلزات المختلفة مثل الفولاذ والألومنيوم والزنك والكادميوم والنحاس والفضة والتيتانيوم والمغنيسيوم والقصدير. تقوم الطبقة المخملة بدور مانع تآكل، وكذلك بدور طلاء أساس من أجل تحسين قدرة التصاق الطلاء واللواصق؛ وللطبقة بنية معقدة تتضمن استخدام حمض الكروميك من أجل تشكيل أملاح الكرومات.
توضع القطع المراد معالجتها في حمام كيميائي، وهو حاوٍ غالباً على الكروم سداسي التكافؤ؛ وذلك في وسط من حمض الكبريتيك المركز. تحدث تفاعلات أكسدة واختزال لتتشكل مادة غروانية من جسيمات صعيرة، والتي ترسب على هيئة هلام مائي على سطح المعدن؛ وتعتمد بنية الهلام على تركيز أيونات الفلز وعلى درجة حموضة الوسط (pH) وعلى وجود مواد معززة وداعمة مثل مواد الاستخلاب والأيونات المقابلة.